# 岸惠子
岸 惠子（きし けいこ、1932年〈昭和7年〉8月11日 - ）は、女優・文筆家。岸恵子の表記もある。身長161 cm。舞プロモーション所属。映画の代表作は『君の名は』『雪国』『おとうと』『約束』『悪魔の手毬唄』『細雪』など。

## 来歴
神奈川県横浜市神奈川区生まれ。1945年5月の横浜大空襲で被災。横浜市南区庚台に、1955年頃まで家族と居住、その後、同市神奈川区妙蓮寺に転居。高校在学中に小牧バレエ団に通う。神奈川県立横浜平沼高等学校卒業 （48期）。 
もともとは小説家志望で川端康成を耽読した。高校時代に観た『美女と野獣』に魅せられ、映画に興味を持ち、田中敦子（小園蓉子）と松竹大船撮影所を見学するうちに、吉村公三郎にスカウトされ、断ったが後に「本物の女学生が欲しい」と頼まれて1本だけの約束で、1951年に大学入学までという条件で松竹に入社し、映画『我が家は楽し』でデビューするがヒットしてそのまま女優になった。
1952年には『坊ちゃん重役』で鶴田浩二と佐田啓二の相手役を務める。5月、松竹の看板スターであった鶴田が、戦後のスタープロ第1号となる新生プロを設立して独立。第1作として、新東宝配給『弥太郎笠』の制作にあたり、鶴田の相手役のヒロインとして岸にオファーを出すが、松竹は拒否したため岸は辞表を出す。結局松竹が折れて、岸は映画に出演。続いて、新生プロの『ハワイの夜』でも鶴田と共演しヒットとなる。この頃、鶴田との恋愛関係が報道されたが、松竹に強引に別れさせられた。
1953年から1954年にかけて映画『君の名は』3部作が大ヒット。主人公・氏家真知子のストールの巻き方を「真知子巻き」と呼んでマネる女性が出るほどだった（ちなみに北海道のあまりの寒さに、私物のストールを使用した岸のアドリブである）。岸恵子自身は、『君の名は』ばかりが長期間話題にされることを疎ましく感じ続けた。以降、松竹の看板女優となった。
1954年、木下惠介の『女の園』の撮影中、岸と久我美子は「女だけのプロダクションをつくろう」と意気投合した。「でも二人だけじゃ寂しいわね」と久我が言うと、岸は「有馬稲子っていう威勢のいい人がいるじゃない」と提案した。同年4月16日、久我、有馬、岸は「文芸プロダクションにんじんくらぶ」を設立。
1955年5月14日、シンガポールで第2回東南アジア映画祭（現・アジア太平洋映画祭）が開幕。日本からは、岸と佐田啓二が共演した『亡命記』など5本の長編映画が出品された。5月19日、『亡命記』が上映。最終日の5月21日、岸は最優秀女優賞を受賞した。映画祭で『亡命記』を見たデヴィッド・リーンは次回作『風は知らない』に岸に出てもらうため、同年6月3日、原作者のリチャード・メイソンとともにに来日。ふたりで横浜の岸の自宅を訪れた。同年6月18日、松竹、東和映画、にんじんくらぶの三者は話し合い、日英合作映画となる『風は知らない』の主演を岸に決定した。同年12月31日、岸は英語をマスターするためロンドンへ発った。
レスターシャーの学校で英語の特訓を受けていた1956年1月、プロデューサーを予定していたアレクサンダー・コルダとリーンとのあいだで意見が合わなくなり、映画の制作は延期された。延期の通知が松竹に届いたちょうどその頃、松竹は来日中のフランスの映画監督イヴ・シャンピと日仏合作映画『Typhon sur Nagasaki（長崎の台風）』の製作の準備をしていた。ダニエル・ダリューとジャン・マレーが出演することもすでに決まっていた。リーンと同じく東南アジア映画祭で『亡命記』を見ていたシャンピは松竹を通じて出演依頼の電報を岸に送った。岸はシャンピの『悪の決算』が好きで二度も見ており、出演を快諾。同年1月16日、岸の起用が早々に内定した。岸はそのままフランス語習得のためパリに移った。『Typhon sur Nagasaki（長崎の台風）』は「長崎に台風は上陸しない」と松竹からクレームが入り、1956年9月、『忘れえぬ慕情』のタイトルで日本で公開された。
1957年4月29日、日本を出国。同年5月、シャンピと結婚した。挙式はフランスで、川端康成が立会人となった。以降はパリに居を構え、フランスと日本を往復しながら女優を続け、「空飛ぶマダム」と言われた。この頃に、ジャン＝ポール・サルトル、シモーヌ・ド・ボーヴォワール、アンドレ・マルロー、ジャン・コクトーらと親交を持つ。
1958年11月下旬から12月にかけて、岸、久我、有馬の三人が共演する『風花』の撮影が長野市で行われた。撮影はしばしば悪天候に見舞われ、待ち時間の間、駐日ドイツ大使館付き武官が書いたゾルゲ事件の本に読みふけった。岸の頭にひらめくものがあった。「リヒャルト・ゾルゲは、ファシズムと戦い、自分なりの思想と手法で世界を良くしようと夢想した革命児だったのではないか」。そこから関連資料をむさぼり読み、映画の企画をたてた。シャンピが監督し、岸が出演した『スパイ・ゾルゲ/真珠湾前夜』は1961年に公開された。
1963年5月23日、1人娘のデルフィーヌ＝麻衣子・シャンピ (Delphine Ciampi) を出産した。二人で週刊誌のグラビアを飾ったこともある。
1972年には映画『約束』で萩原健一と共演。萩原とは『雨のアムステルダム』（1975年）でも共演した。
1975年、イヴ・シャンピと離婚。娘の親権は岸が持った。同年、パリ在住の役でテレビドラマ『赤い疑惑』に特別出演。1983年には「ペントハウス」誌の創刊号で、後ろ姿のヌードを披露した。
1996年、国連人口基金親善大使に任命された。
2000年、娘や2人の孫息子と暮らしたフランスを離れ日本に戻り、横浜の実家で一人暮らしを始めた。同年に発表された『キネマ旬報』の「20世紀の映画スター・女優編」で日本女優の8位になった。2014年発表の『オールタイム・ベスト 日本映画男優・女優』では日本女優7位となっている。
2013年3月、自らの恋愛経験を基にオマージュした熟年男女の恋愛小説『わりなき恋』を発表。2014年、小説『わりなき恋』を原作とした一人舞台『わりなき恋』に主演。脚本も自ら書いた。

## ギャラリー

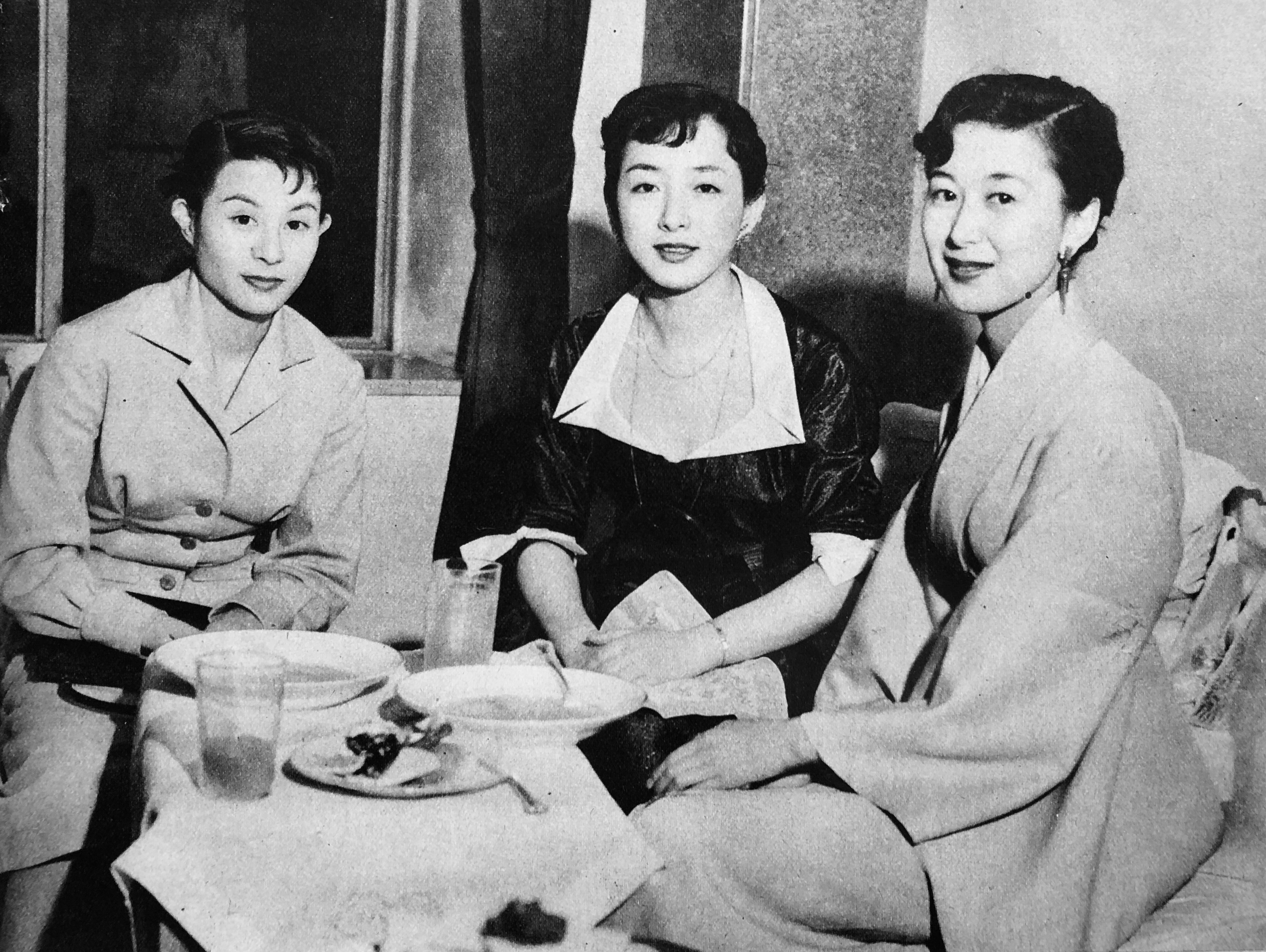
1954年に久我美子（左）、有馬稲子（中央）とともに「文芸プロダクションにんじんくらぶ」を設立した。
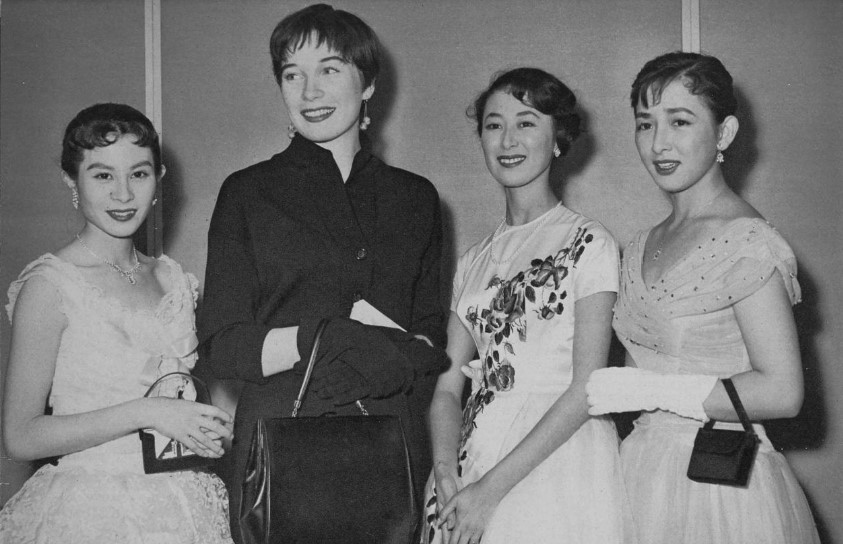
1956年、にんじんくらぶの謝恩パーティーが産経国際ホールで開かれた。シャーリー・マクレーンを囲んで。
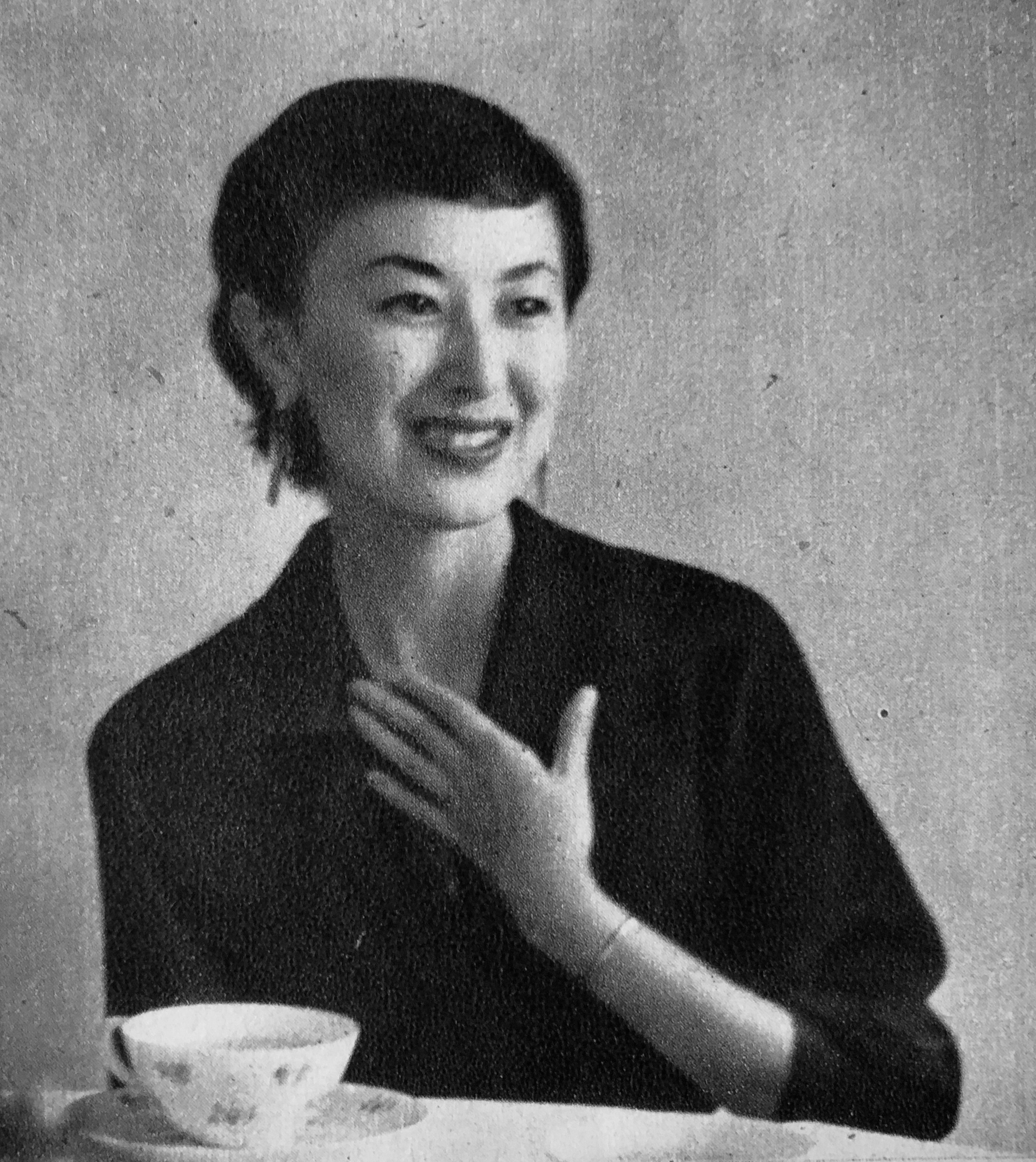
1954年
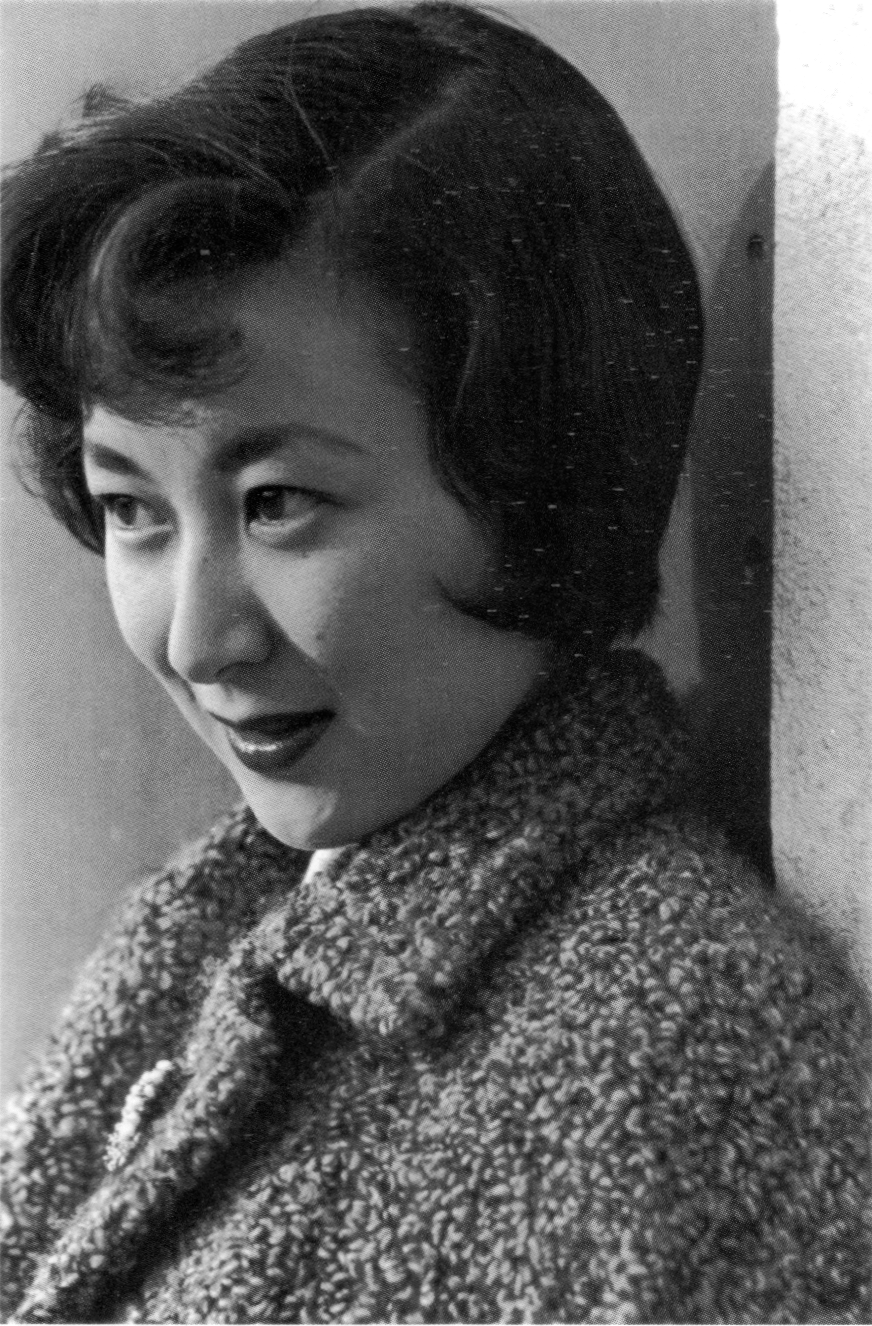
1954年 (木村伊兵衛撮影)
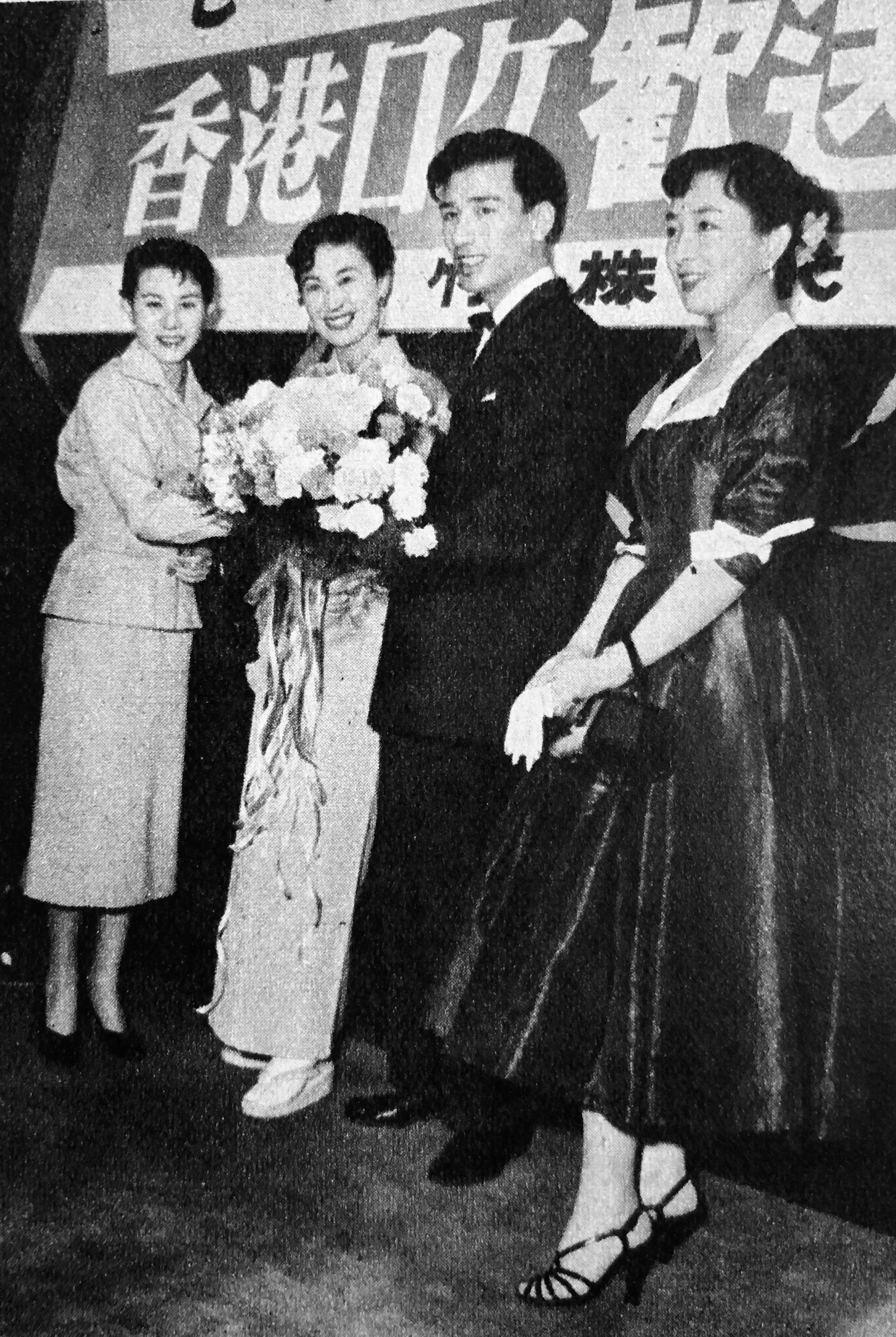
1955年2月5日に開かれた『亡命記』のロケ隊歓送パーティー。出演者の岸と佐田啓二と、二人を見送る久我美子と有馬稲子[21]。
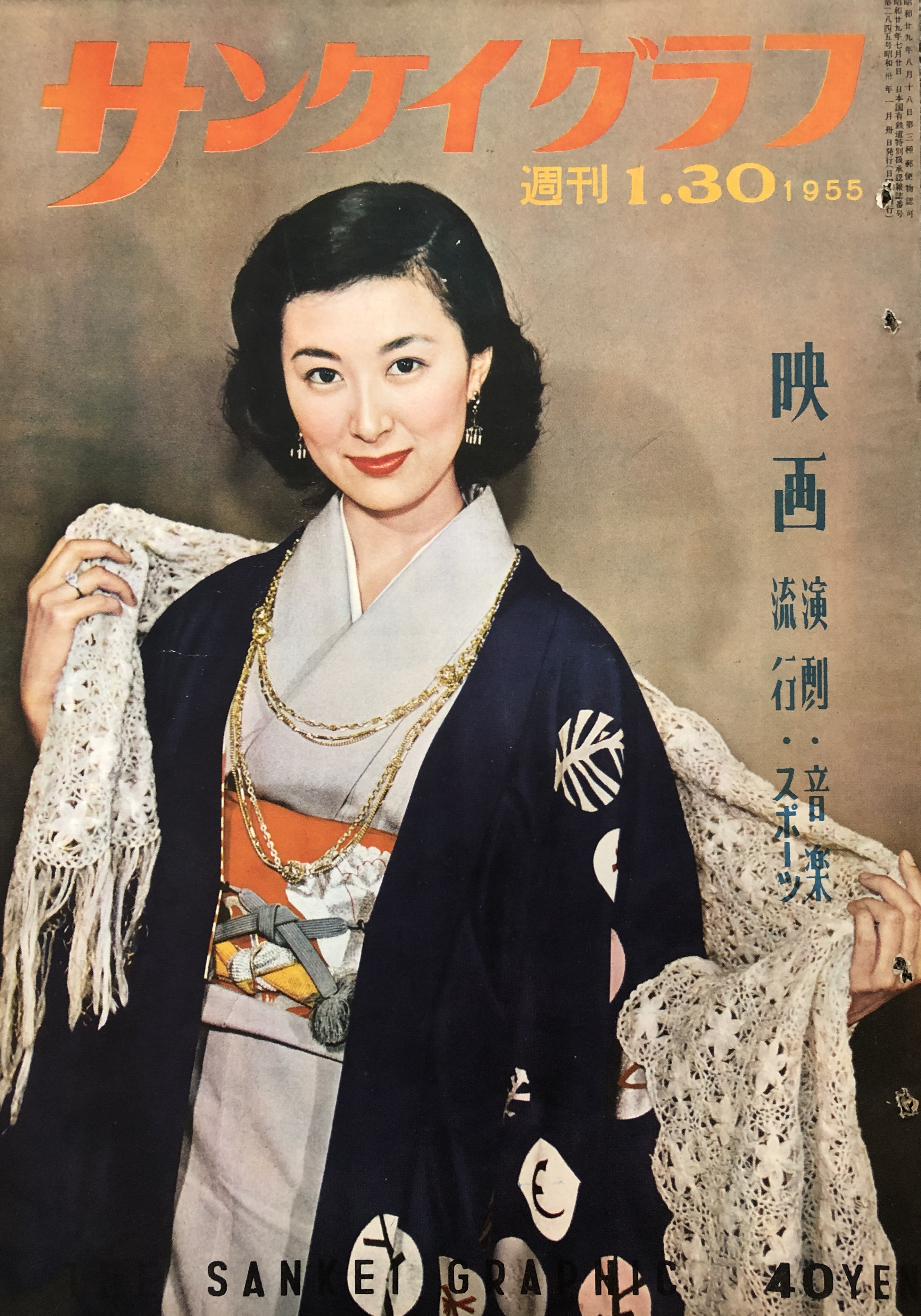
『サンケイグラフ』1955年1月30日号表紙
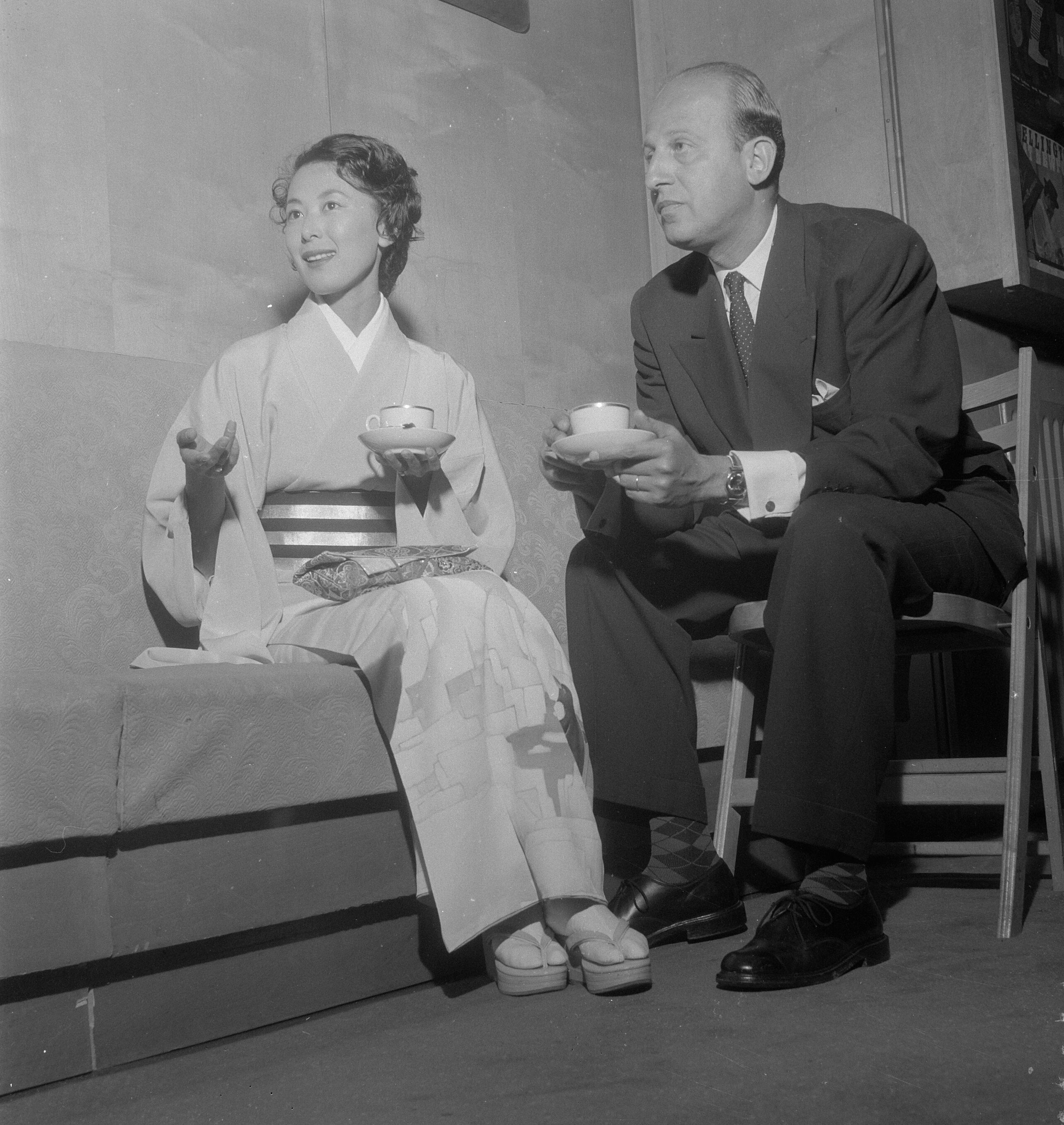
1957年5月、岸はフランスの映画監督のイヴ・シャンピと結婚した。
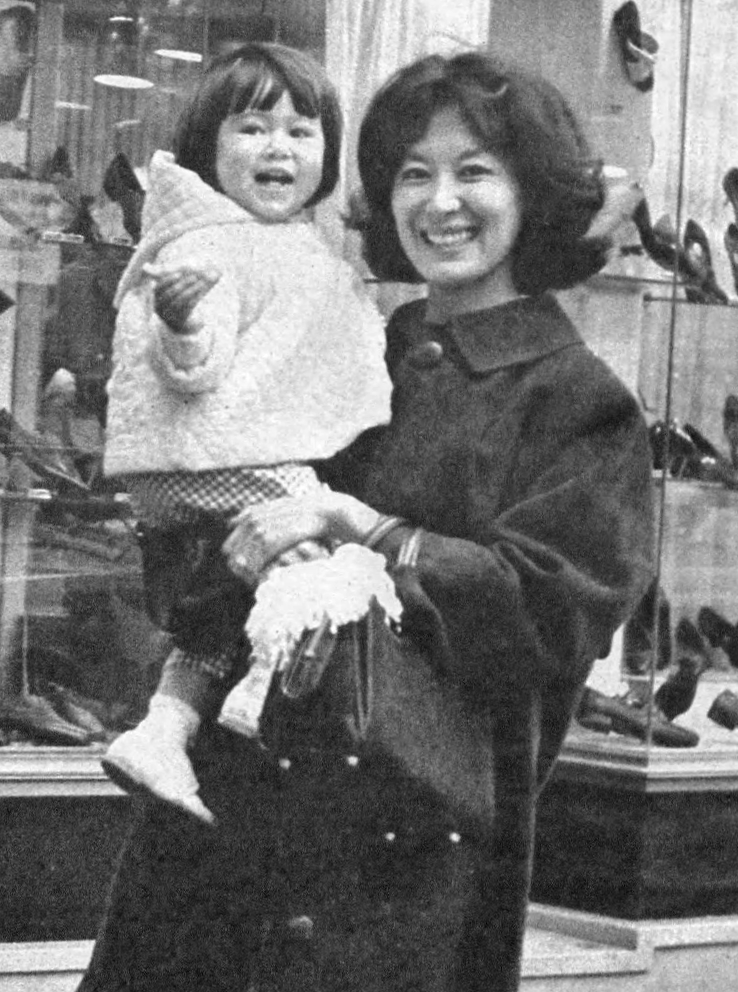
岸と娘のデルフィーヌ・麻衣子。パリにて（1965年）。

## 人物
1957年、25歳のとき、フランス人の映画監督で医師でもある11歳年上のイヴ・シャンピと結婚し、パリへ移住した。
当時は、日本人の海外旅行自由化の7年前で、外貨流失防止のため個別の海外渡航審査も厳しかった時代なので、フランスへ移住する日本人は非常に珍しかった。夫・イヴの母が世界的なバイオリニストだった影響により、「女性は手を大事にしなければならない」という理由で夫から料理をするのを禁じられ、ノイローゼになってしまった。
1975年、41歳のとき離婚、娘は11歳だった。以後今日まで独身。自宅はパリの最高級住宅街として有名なサン・ルイ島にあった。築400年の家で一人暮らしをしていた。男の子の孫が2人おり、娘や孫たちとときどき会っている。
離婚後に日本に帰国を希望したが、1984年（昭和59年）5月25日の国籍法改正で父母両系血統主義になるまで日本国籍は父系優先血統主義であり、娘が日本国籍を取得できず娘の結婚までパリ在住を決意した。2018年には娘について戸籍の記述欄に記載することを申請したが出生直後に日本領事館に出生届を出さなかったことで不可能であった。
一人娘のデルフィーヌがパリ在住のオーストラリア人の作曲家ウォーレン・エリスと結婚したことで、岸は娘たちとは別居した。
遠縁に前田美波里がいる（前田美波里の母のいとこが岸恵子の母方のいとこの妻の弟）。また、冨士眞奈美も遠縁にあたる（冨士眞奈美の母方の叔母の夫が岸恵子の母方のいとこの妻の弟）。

## エピソード
- 岸はデヴィッド・リーン監督から何度か出演依頼を受けており、「もし人生に後悔があるとしたら、デヴィッド・リーン監督の名作映画『戦場にかける橋』に出演し損ねたこと」だと語り、断ったのは唯一の後悔だと振り返る。リーンは岸のために役を用意して、主演のウィリアム・ホールデンも岸に出演するよう、来日して説得に訪れたという[26]。
- 萩原健一と『約束』（1972年）と『雨のアムステルダム』（1975年）で共演した。一部メディアは恋愛関係にあると報じたが、萩原は自著で、「お姉さん」と呼んで慕っていた通り友人関係であると述べている[27]。萩原は岸の母も慕っていた。1980年代初頭までは萩原が岸の家に遊びに来ていたが、その後は1990年前後にロビーで偶然再会したぐらいだという。ただし岸の母が亡くなった2000年前後に、萩原健一は葬儀に駆け付けてくれたという。
- 1961年の日仏映画『スパイ・ゾルゲ/真珠湾前夜』の企画を手掛け、1972年のテルアビブ空港乱射事件を題材にした映画制作にも取り掛かっていた（のちに中止）ことなど、元々ジャーナリスティックなテーマに興味があることを綴っている[28]。
- 逸見政孝は著書で、妻逸見晴恵と結婚前に交際していた時期に、晴恵に「君って、岸恵子に似ているね」と言い、それが晴恵にとっていちばん印象に残っている言葉だと記している。

## 主な出演

### 日本映画
- 我が家は楽し（1951年）
- 獣の宿（1951年、DVD発売）
- 恋文裁判（1951年）
- 母恋草（1951年）
- 母待草（1951年）
- 南風（1951年）

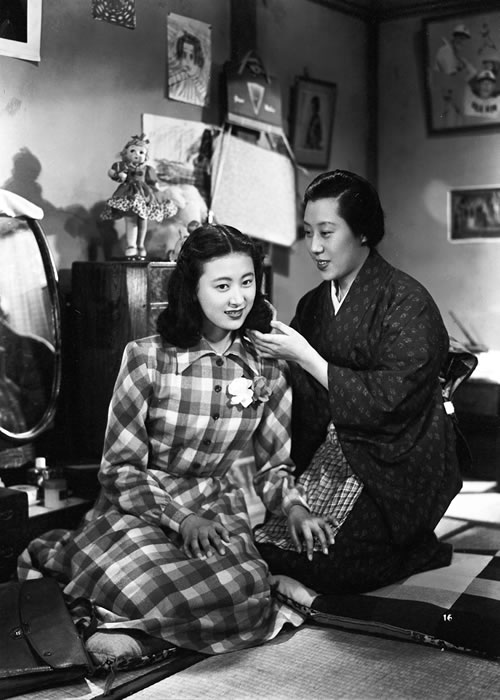
『我が家は楽し』（1951年）

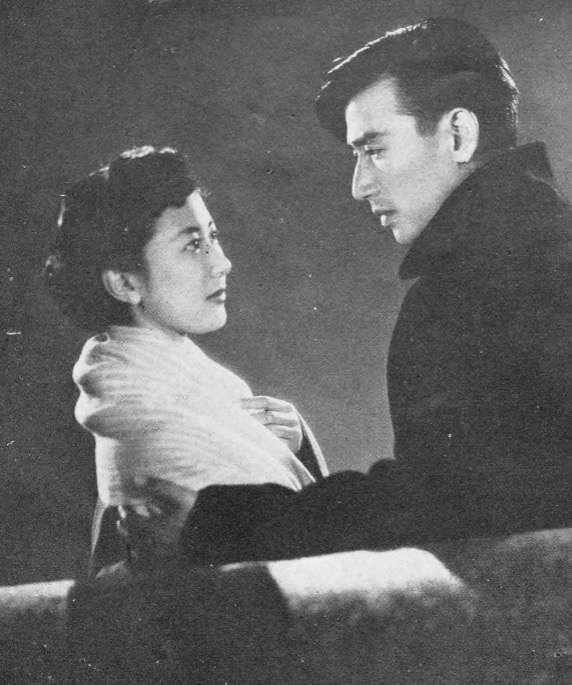
『君の名は 第三部』（1954年）

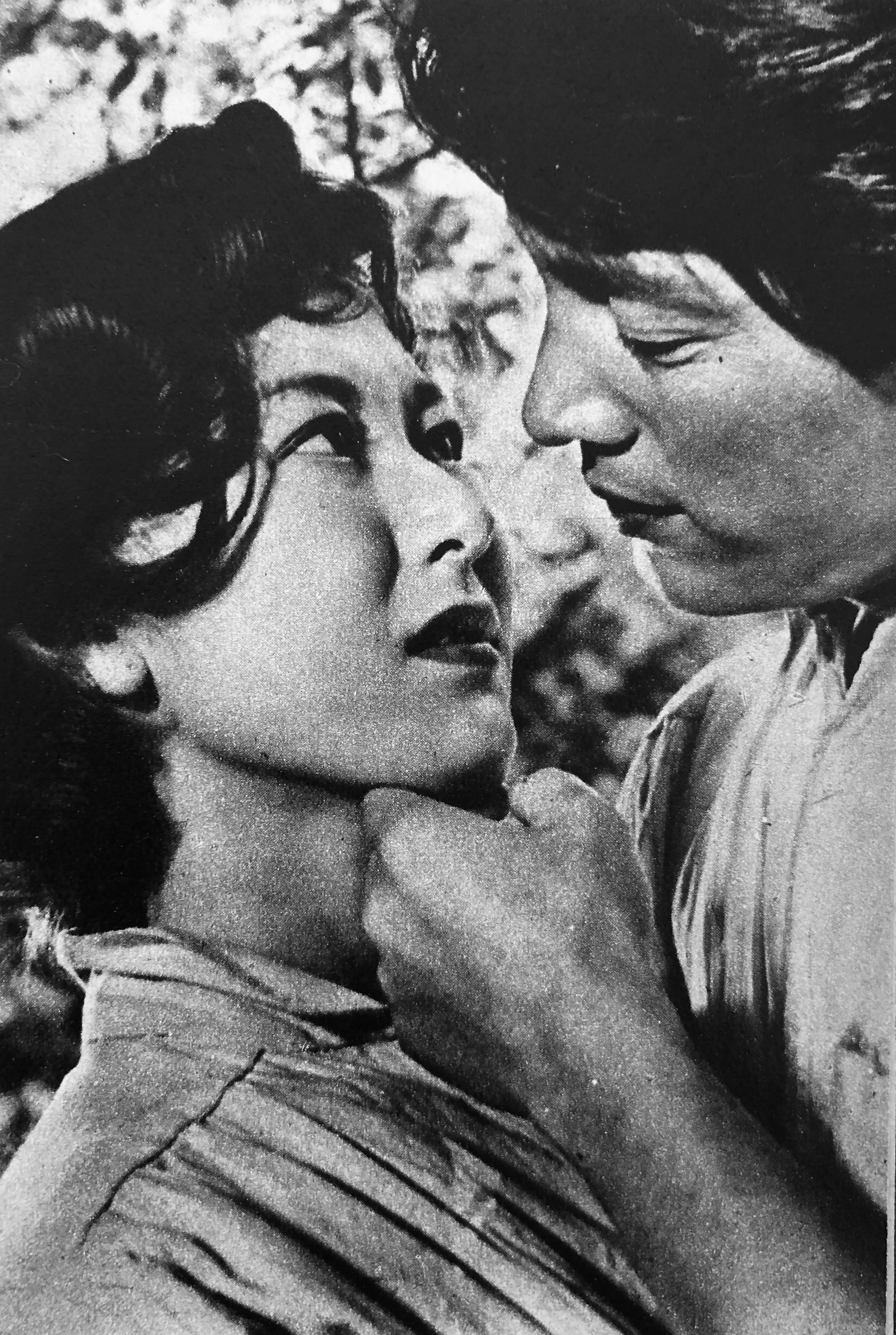
『ここに泉あり』（1955年）

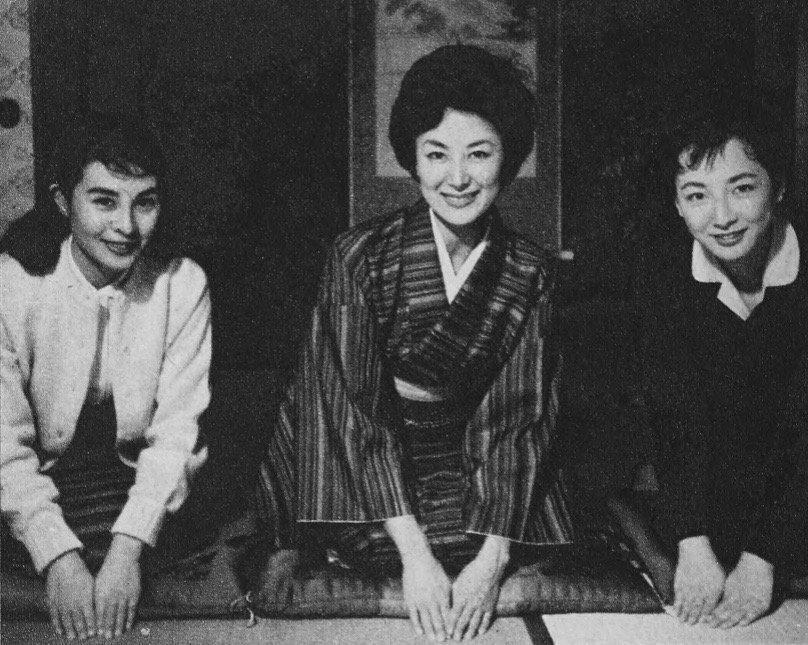
『風花』（1959年）

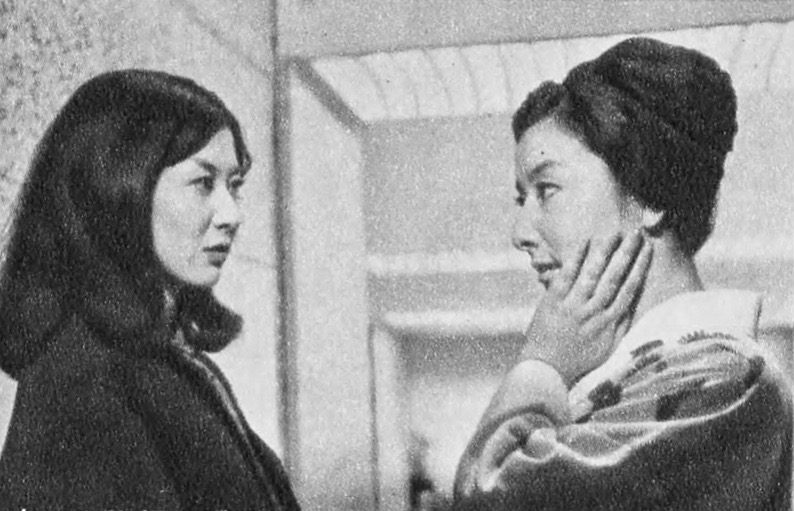
『黒い十人の女』（1961年）

- 鞍馬天狗 鞍馬の火祭 （1951年、DVD発売）
- 吃七捕物帖 一番手柄（1951年）
- ひばりのサーカス 悲しき小鳩 （1952年、DVD発売）
- 唄くらべ青春三銃士（1952年）
- 旗本退屈男 江戸城罷り通る（1952年）
- 本日休診（1952年、DVD発売）
- 風流活殺剣（1952年）
- 相惚れトコトン同志（1952年）
- 銀座巴里（1952年）
- 郷愁・「幻なりき」より（1952年、DVD発売）
- 坊ちゃん重役（1952年）
- 弥太郎笠 前後篇 （1952年、DVD発売）
- ハワイの夜（1953年、DVD発売） - ハワイロケが行われた
- 乙女の診察室（1953年、DVD発売）
- 君の名は 第1部（1953年9月、DVD発売）
- 君の名は 第2部（1953年12月、DVD発売）
- 景子と雪江（1953年）
- 憲兵（1953年）
- 獅子の座（1953年）
- 疾風からす隊（1953年）
- ひばりの歌う玉手箱 （1953年）
- 女の園（1954年、DVD発売）
- 家族会議 東京篇・大阪篇（1954年）
- 花と竜 第二部・愛憎流転（1954年）
- 陽は沈まず（1954年）
- おとこ大学 婚前教育の巻（1954年）
- 三つの愛（1954年）
- えくぼ人生（1954年）
- 母の初恋（1954年）
- 君の名は 第3部（1954年、DVD発売）
- 何処へ （1954年）
- 旅路（1955年、DVD発売）
- あなたと共に（1955年）
- たけくらべ（原作：樋口一葉、1955年）
- 修禅寺物語（1955年） - 初のカラー映画出演
- ここに泉あり（1955年、DVD発売）
- 亡命記（1955年）
- 東京-香港・蜜月旅行（ハネムーン） （1955年）
- お役者小僧・江戸千両幟（1955年）
- 忘れじの人（1955年）
- 太陽は日々に新たなり（1955年）
- 君美しく（1955年）
- 白い橋（1956年）
- 君のうたごえ（1956年）
- 忘れえぬ慕情（日本&フランス合作映画、1956年）
- 早春（1956年、DVD発売）
- 朱と緑（1956年）
- 力道山・男の魂（1956年）
- 松竹まつりスタア総動員 スタジオ超特急（1956年）
- 松竹まつりスタア総動員 女優誕生（1956年）
- 壁あつき部屋（1953年完成、1956年公開）
- あなた買います（1956年、DVD発売）
- 雲の墓標より 空ゆかば（1957年）
- 雪国（1957年、DVD発売） - 駒子 役
- 風花（1959年、DVD発売）
- おとうと（1960年、DVD発売）[注 4]
- 敵は本能寺にあり（1960年）
- 黒い十人の女（1961年、DVD発売）
- スパイ・ゾルゲ/真珠湾前夜[29][注 5] Qui êtes-vous, Monsieur Sorge?（日本&フランス合作映画、1961年）
- からみ合い（1962年）
- お吟さま（1962年）
- 怪談（1964年、DVD発売）
- 華麗なる闘い（1969年）
- 約束（1972年、DVD発売）
- 男はつらいよ 私の寅さん（1973年、DVD発売） - 柳りつ子 役
- 化石（1975年、DVD発売）
- 雨のアムステルダム[注 6]（1975年）
- 悪魔の手毬唄（1977年、DVD発売）
- 女王蜂（1978年、DVD発売）
- 闇の狩人（1979年、DVD発売） - おもん 役
- 古都（1980年、DVD発売）
- 細雪（1983年、DVD発売）
- 生きてはみたけれど 小津安二郎伝（1983年）
- 式部物語（1990年、DVD発売）
- 天河伝説殺人事件（1991年、DVD発売）
- 彼女が結婚しない理由（わけ）（1992年）
- かあちゃん（2001年、DVD発売）
- たそがれ清兵衛（2002年、DVD発売）
- 俺は、君のためにこそ死ににいく（2007年、DVD発売）
- スノープリンス 禁じられた恋のメロディ（2009年、DVD発売）

### 外国映画
- 東京の喧嘩 Rififi à Tokyo[30]（日本未公開 / フランス・イタリア合作映画 / 1962年）
共演：シャルル・ヴァネル、カールハインツ・ベーム、バルバラ・ラス
- 太陽が目にしみる[31] Los Pianos mecánicos （スペイン・フランス・イタリア・旧西ドイツ合作映画 / 1965年）
監督：フアン・アントニオ・バルデム / 共演：ジェームズ・メイソン、メリナ・メルクーリ、ハーディ・クリューガー、ルノー・ヴェルレー、ディディエ・オードパン
- ザ・ヤクザ The Yakuza （アメリカ映画 / 1974年） - 英子 役
監督：シドニー・ポラック / 共演：ロバート・ミッチャム、高倉健、ブライアン・キース、ハーブ・エデルマン、リチャード・ジョーダン、岡田英次、ジェームズ繁田、待田京介、郷鍈治

### テレビドラマ
- 東レ サンデーステージ「足にさわった女」（日本テレビ、1960年）
- 真夜中の太陽[32]（NHK&RTF、1964年） - 日本&フランス合作ドラマ
- 太閤記（NHK大河ドラマ、1965年）DVD発売
- レモンのような女（TBS、1967年）DVD発売
- 恋歌（TBS、1969年）
- 赤い疑惑（TBS、1975年） - 大島理恵 役（特別出演）
- 赤い激流（TBS、1977年） - 木元光子 役（特別出演）
- 赤い激突（TBS、1978年） - 津村悠子 役（特別出演）
- 沿線地図（TBS、1979年） - 藤森麻子 役
- 葉蔭の露（朝日放送、1979年11月9日） - 鶴 役
- 修羅の旅して（NHK、1979年10月28日） - 千野日輪子 役（主演）第20回モンテカルロ国際テレビフェスティバル・ゴールデンニンフ賞（最優秀脚本賞）・国際批評家特別賞、テレビ大賞優秀賞、NHK会長賞受賞作品
- 幸福（TBS、1980年） - 倉田組子 役
- ドラマ人間模様（NHK）
  - 「続・続事件　月の景色」（1980年）-月崎泰子 役
  - 「夕暮れて」（1983年） - 瀬島喬子 役
- 金曜女のドラマスペシャル「サギ娘」（フジテレビ、1985年）
- 東芝日曜劇場（TBS）
  - 第1505回「東京の秋（前編） 家族ふたつ」（1985年） - 有坂紀子 役
  - 第1506回「東京の秋（後編） 愛、けれど-」（1985年） - 有坂紀子 役
- 木曜ゴールデンドラマ「ガラスの中の幸福」（読売テレビ、1986年）
- 水曜グランドロマン「バラ」（日本テレビ、1988年）
- 月曜ドラマスペシャル向田邦子終戦特別企画（カノックス/TBS）
  - 「いつか見た青い空」（1995年）
  - 「言うなかれ、君よ、別れを」（1995年）
  - 「蛍の宿」（1997年）
  - 「昭和のいのち」（1998年）
  - 「あさき夢見し」（1999年）
- マリア（TBS、2001年）
- こころ（NHK、連続テレビ小説、2003年） - 清野いづみ 役（ナレーションも担当）
- 末っ子長男姉三人（TBS、2003年）
- ワルシャワの秋（関西テレビ、2003年）DVD発売
- あの日にかえりたい。東京キャンティ物語（日本テレビ、2004年） - インタビューゲスト
- DRAMA COMPLEX（日本テレビ）
  - 「火垂るの墓」（2005年）
  - 「嘘をつく死体（2006年）
- 火曜ドラマゴールド（日本テレビ）
  - 「大女優殺人事件」（2007年）
  - 「予告殺人」（2007年）
- 母とママと、私。-10年目の再会-（テレビ朝日、2007年）
- 恋せども、愛せども（WOWOW、2007年）
- 東京大空襲（日本テレビ、2008年） - 水橋悦子 役
- 相棒Season 7 第15話（テレビ朝日、2009年） - 宇佐美悦子 役
- 99年の愛〜JAPANESE AMERICANS〜（TBS、2010年） - 平松さち（現代編） 役
- 新・御宿かわせみ（時代劇専門チャンネル、2013年） - 神林香苗 役
- パンとスープとネコ日和（WOWOW、2013年） - 山口先生 役
- マンゴーの樹の下で〜ルソン島、戦火の約束〜（2019年、NHK総合） - 主演・奥田凛子 役[注 7][33]

### 情報番組
- ウィークエンドパリ（NHK-BS、1987年） - 司会報道スペシャル
- 報道スペシャル列島全中継 国鉄最後の夜（TBS、1987年） - パリ・リヨン駅から中継で出演。映画『約束』のロケ地となった北陸本線（撮影当時の路線名）を旅するVTRも併せて放送[注 8]。
- ニュースステーション（テレビ朝日） - パリからのキャスターとして出演
- 関口宏のサンデーモーニング新春スペシャル（TBS、1991年1月1日）
- 関口宏のサンデーモーニング新春スペシャル'95（TBS、1995年1月3日）
- 岸恵子の時代気分（テレビ神奈川） - 司会
- 世界・わが心の旅「ソビエト収容所大陸・岡田嘉子の失われた10年」（NHK-BS、1994年）
- エーゲ海の風に吹かれて〜岸恵子輝きのギリシャ紀行〜（テレビ朝日、2004年）

### CM
- 日産自動車「グロリア・4ドアハードトップ（230型）」（1972年 - 1975年）
- AGF「マリーム」（1970年代後半 - 1986年）[34]
- ロッテ
  - 「レディーボーデン」（1994年） - ナレーション
  - 「レディーボーデンスーパープレミアム」（1994年） - 娘・デルフィーヌと共演[注 9]
- カタログハウス「通販生活」（2003年）[35]
- メルク・ホエイ（2003年）[35]
- 資生堂（2012年）[35]

### 舞台
- 濡れ衣の妻（1961年、ジャン・コクトー演出、アリアンス・フランセーズ劇場）
- 情婦 -検察側の証人- （1980年、市川崑演出、PARCO劇場）
- 朗読劇『わりなき恋』（2015〜2016年、星田良子演出、明治座 他全国6ヶ所）
- 岸惠子スペシャルトークショー 〜夢のあとさき〜（2017年、全国19ヶ所）
- 岸惠子ひとり語り 輝ける夕暮れ（2019年、全国10ヶ所）

## 受章・受賞歴
- 1955年：映画『亡命記』
  - 第2回アジア太平洋映画祭 主演女優賞
- 1960年：映画『おとうと』
  - 第11回ブルーリボン賞 主演女優賞
  - 第15回毎日映画コンクール 主演女優賞
- 1983年：ドラマ人間模様『夕暮れて』
  - 第20回ギャラクシー賞 選奨
- 1991年：第45回毎日映画コンクール 田中絹代賞
- 1994年：第43回横浜文化賞、第42回日本エッセイスト・クラブ賞
- 1995年：第5回日本映画批評家大賞 ゴールデン・グローリー賞
- 2000年：第49回神奈川文化賞
- 2001年：映画『かあちゃん』
  - 第25回山路ふみ子映画賞 山路ふみ子文化財団特別賞
  - 第14回日刊スポーツ映画大賞 主演女優賞
  - 第25回日本アカデミー賞 最優秀主演女優賞
- 2002年：映画『たそがれ清兵衛』
  - 第26回日本アカデミー賞 優秀助演女優賞[36]
- 2002年：フランス共和国芸術文化勲章オフィシエ
- 2004年：旭日小綬章[37]
- 2011年：フランス共和国芸術文化勲章コマンドゥール
- 2017年：第65回菊池寛賞
- 2019年：ルネサンス・フランセーズ栄誉賞

## 著書

### 単著
- 『巴里の空はあかね雲』（新潮社 1983年 のち新潮文庫）文芸大賞エッセイ賞。
自らが朗読したカセットブックも発売された。録音後、「さすがに、自分のことを読むのは恥ずかしかったわ」と語っている
- 『砂の界（くに）へ』（文藝春秋 1986年 のち文春文庫・朝日文庫）イラン、アフリカ紀行
- 『ベラルーシの林檎』（朝日新聞社 1993年 のち朝日文芸文庫）日本エッセイストクラブ賞。
表紙のデザインは娘のデルフィーヌが担当した
- 『30年の物語』（講談社 1999年 のち講談社文庫）
- 『風が見ていた』（新潮社 2003年 のち新潮文庫）各上下 小説　
2009年5月7月「新日曜名作座」（NHKラジオ第1）で全8回にわたって放送。出演：西田敏行、竹下景子。
- 『私の人生ア・ラ・カルト』（講談社 2005年 のち朝日文庫）
- 『私のパリ 私のフランス』（講談社 2005年）フォトエッセイ集
- 『わりなき恋』（幻冬舎 2013年 のち幻冬舎文庫）小説
- 『女優 岸惠子』（キネマ旬報社 2014年）監修
書き下ろしエッセイ、ロング・インタビュー、自身が選んだ自薦映画16作品、代表作グラビアを収録
- 『愛のかたち』（文藝春秋 2017年／文春文庫 2021年）小説
- 『孤独という道づれ』（幻冬舎 2019年／幻冬舎文庫 2022年）
- 『岸惠子自伝―卵を割らなければ、オムレツは食べられない』（岩波書店 2021年／岩波現代文庫 2024年5月）
- 『91歳5か月　いま想うあの人 あのこと』（幻冬舎 2024年5月）

### 共著
- 秦早穂子共著「パリ・東京井戸端会議」（読売新聞社 1973年 のち新潮文庫）
- 吉永小百合との対談集「歩いて行く二人」（世界文化社 2014年）

### 翻訳
- スージー・モルゲンステルヌ、セルジュ・ブロック「パリのおばあさんの物語」（千倉書房 2008年）

## 関連書籍
- 水野晴郎と銀幕の花々（水野晴郎著、近代文芸社） - 水野による岸を含む女優達のインタビュー集
- 麗しの銀幕スタア（秋山庄太郎著、小学館）
- 人は大切なことも忘れてしまうから 松竹大船撮影所物語（山田太一・斉藤正夫・田中康義・宮川昭司・吉田剛・渡辺浩/編著、マガジンハウス） - 岸を含む松竹ゆかりの人たちへのインタビュー集
- 別冊太陽 監督 市川崑（平凡社）
- 小津安二郎新発見 松竹編（講談社）ISBN 4-06-206681-5
- 日本映画スチール集 大映女優篇 昭和10・20年代（石割平・円尾敏郎/著、ワイズ出版）
- 香港・日本映画交流史 アジア映画ネットワークのルーツを探る（邱淑婷/著、東京大学出版会）
- 『銀幕の名花』20世紀のビッグスタア3 平凡特別編集（マガジンハウス）ISBN 4-8387-1210-3
- 父・鶴田浩二（カーロン愛弓/著、新潮社）